# Masachist
Masachist ist eine polnische Death-Metal-Band aus Jarosław, die im Jahr 2005 gegründet wurde.

## Geschichte
Die Band wurde im Jahr 2005 von Mariusz „Thrufel“ Domaradzki gegründet, der bereits vorher bei Bands wie Yattering und Azarath aktiv war. Nachdem Dariusz „Daray“ Brzozowski, der zu dieser Zeit Schlagzeuger bei Vader war, zur Band gekommen war, begannen beide mit dem Schreiben von zwei Liedern, woraufhin 2007 das erste Demo veröffentlicht wurde. In der Zwischenzeit waren der Bassist Filip „Heinrich“ Hałucha, welcher zudem auch bei Vesania tätig war, und der Gitarrist Arkadiusz „Aro“ Jabłoński, ansonsten bei Shadows Land tätig, zur Band gekommen. Nach Veröffentlichung des Demos kam Sänger Wojciech „Sauron“ „Pig“ Wąsowicz, der vorher bei Decapitated tätig war, zur Besetzung. Daraufhin schrieb die Band ihr erstes Album, das im Mai 2009 unter dem Namen Death March Fury bei Witching Hour Productions erschien. Die Band war zu dieser Zeit hauptsächlich im Studio tätig, wobei sie Ende 2010 drei Konzerte, zwei davon zusammen mit Gojira spielte. Anfang 2012 nahm die Band an der Covan Wake the Fuck Up Tour von Decapitated teil. 2011 hatte die Band hauptsächlich an ihrem Folgealbum gearbeitet, ehe sie sich im Juni in Jabłońskis Monroe Studio begeben hatte, um den Tonträger aufzunehmen. Das Album erschien im Jahr 2012 unter dem Namen Scorned bei Selfmadegod Records.

## Stil
Auf Death March Fury spiele die Band laut Tobi H. von metal1.info klassischen Death Metal, vergleichbar mit älteren Werken von Morbid Angel, Voivod und Dying Fetus. Laut Neil Pretorius von metal-observer.com spiele die Band auch auf Scorned klassischen Death Metal, mit der Intensität von Hate Eternal und dem Groove von Cannibal Corpse. Der Gesang erinnere an den von George „Corpsegrinder“ Fisher. Zudem erinnere die Band auch an Opeth, in der Mitte ihrer Schaffenszeit, und Master’s Hammer.

## Diskografie
- 2007: Promo (Demo, Eigenveröffentlichung)
- 2009: Death March Fury (Album, Witching Hour Productions)
- 2012: Scorned (Album, Selmadegod Records)